# Bohdan Myszenko
Bohdan Ołeksijowycz Myszenko, ukr. Богдан Олексійович Мишенко (ur. 29 grudnia 1994 we wsi Heronymiwka, w obwodzie czerkaskim, Ukraina) – ukraiński piłkarz, grający na pozycji pomocnika.

## Kariera piłkarska

### Kariera klubowa
Wychowanek klubu Mołod' Połtawa, barwy którego bronił w juniorskich mistrzostwach Ukrainy (DJuFL). W 2012 rozpoczął karierę piłkarską w drużynie młodzieżowej Metałurha Donieck, a 3 sierpnia 2014 debiutował w podstawowym składzie. 31 sierpnia 2015 przeszedł do mołdawskiego Milsami Orgiejów. 15 lipca 2016 podpisał kontrakt z Desną Czernihów. 20 lutego 2017 przeniósł się do Dinamo Tbilisi, w którym grał do 4 grudnia 2017. Od 2018 do 2019 bronił barw białoruskiego klubu Tarpieda-BiełAZ Żodzino. 13 stycznia 2020 podpisał kontrakt z FK Ołeksandrija.

### Kariera reprezentacyjna
W 2014 został powołany do reprezentacji Ukrainy U-20 na Memoriał Walerego Łobanowskiego. W następnym roku debiutował w młodzieżowej reprezentacji Ukrainy.

## Sukcesy i odznaczenia

### Sukcesy klubowe
Dinamo Tbilisi
- mistrz Gruzji: 2017

Milsami Orgiejów
- finalista Pucharu Mołdawii: 2015/2016